# Saint-Pardoult
Saint-Pardoult ist eine französische Gemeinde mit 214 Einwohnern (Stand: 1. Januar 2022) im Département Charente-Maritime in der Region Nouvelle-Aquitaine (vor 2016: Poitou-Charentes); sie gehört zum Arrondissement Saint-Jean-d’Angély und zum Kanton Matha (bis 2015: Kanton Saint-Jean-d’Angély). Die Einwohner werden Saint-Pardoultiens und Saint-Pardoultiennes genannt.

## Geographie
Saint-Pardoult liegt etwa 72 Kilometer ostsüdöstlich von La Rochelle in der Saintonge. Umgeben wird Saint-Pardoult von den Nachbargemeinden Saint-Pierre-de-l’Isle im Norden, Rives-de-Boutonne im Nordosten, Les Églises-d’Argenteuil im Osten und Südosten sowie Antezant-la-Chapelle im Süden und Westen.

## Bevölkerungsentwicklung
| Jahr                      | 1962 | 1968 | 1975 | 1982 | 1990 | 1999 | 2006 | 2013 | 2020 |
| Einwohner                 | 247  | 238  | 219  | 173  | 185  | 192  | 206  | 225  | 222  |
| Quelle: Cassini und INSEE |      |      |      |      |      |      |      |      |      |

## Sehenswürdigkeiten

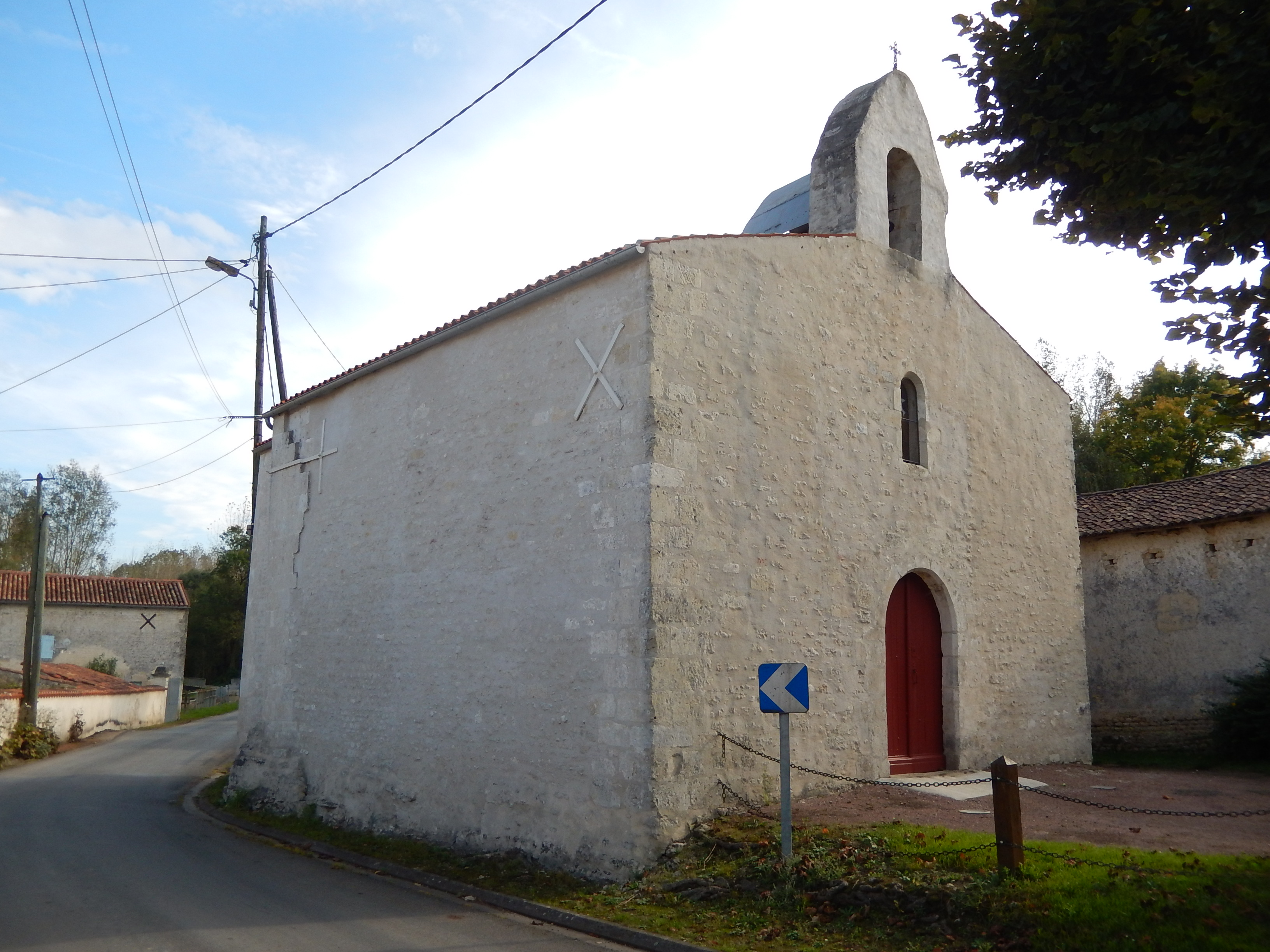
Kirche Saint-Pardoult

- Kirche Saint-Pardoult (siehe auch: Liste der Monuments historiques in Saint-Pardoult)
- Schloss Vervant aus dem 16. Jahrhundert, weitgehend neu gebaut im 18. Jahrhundert